# Римський театр в Остії
Давньоримський театр у Остія Антика — давньоримський театр у Остія Антика неподалік Риму.

## Історія
Тривалий час точної дати початку будівництва довго не мали. Розкопки надали можливість знайти декілька написів, що допомогли відновити пунктир будівельних періодів.
Ймовірно, перший будівельний період припав на роки влади Цезаря. Знайдений неповний запис свідчить, що театр первісно будував від імені Августа його син Агріппа близько 18 року до н. е. Август розпочав перебудову і благоустрій у самому Римі. У програму благоустрою потрапив і театр для головного портового міста столиці на узбережжі у дельті річки Тибр. Театр тоді могли відвідати близько 3 000 глядачів. На півночі від театру облаштували також міський майдан.
Театр облаштували наново за часів імператора Коммода у період 176—192 рр. н. е. Згодом театр присвятили новому імператорові Септімію Северу та його нащадку, відомому зараз як Каракалла. Театр вже могли відвідати 4000 глядачів.

## Розташування і опис залишків

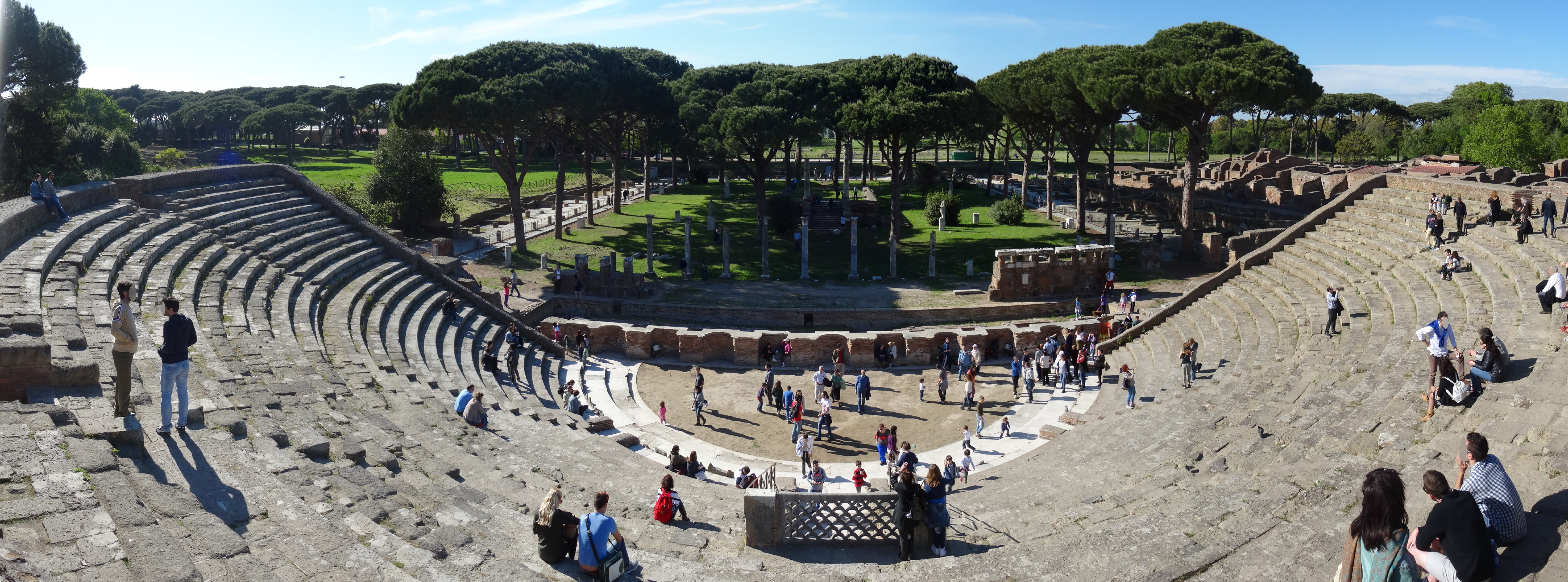
Театр (антична Остія)

Театр розташований практично у історичному центрі античного портового міста. Споруду розташували не на схилах пагорба, як то було в театрах Стародавньої Греції, а на рівній земельній ділянці. Всі нижні субструкції театру виконані з цегли. Навколо театру реставрована обхідна галерея, склепіння котрої були прикрашені ліпленим декором. Фасади аркади прикрашали пілястри з цегли на постаментах із травертину. У галереї колись діяли невеликі крамнички. Театр мав три яруси. Місця для глядачів і оркестрант були викладені стулками мармуру і травертину. Трибуни були розділені на сектори центральною аркою входу та двома бічними.
Сцена була піднята над рівнем землі та мала п'ять заокруглених і чотири прямокутні ніші. За сценою була звична, для давньоримських театрів, архітектурна декорація, нині відсутня.
Дослідження театру довели, що була можливість заповнювати оркестру водою для проведення вистав у воді. Глибина цього тимчасового басейна була невеликою і дорівнювала одному метру сорок сантиметрів

## Знахідка театру й розкопки
Контури колишнього театру були знайдені у XIX столітті. Розкопки проводили з перервами у 1880—1881, у 1890-х роках, остаточно закінчили у 1927 році. Були проведені великі відновлювально-реставраційні роботи, частково зі сучасної цегли відновлена обхідна аркада. Архітектурну декорацію за сценою не відновлювали взагалі.

Фотогалерея
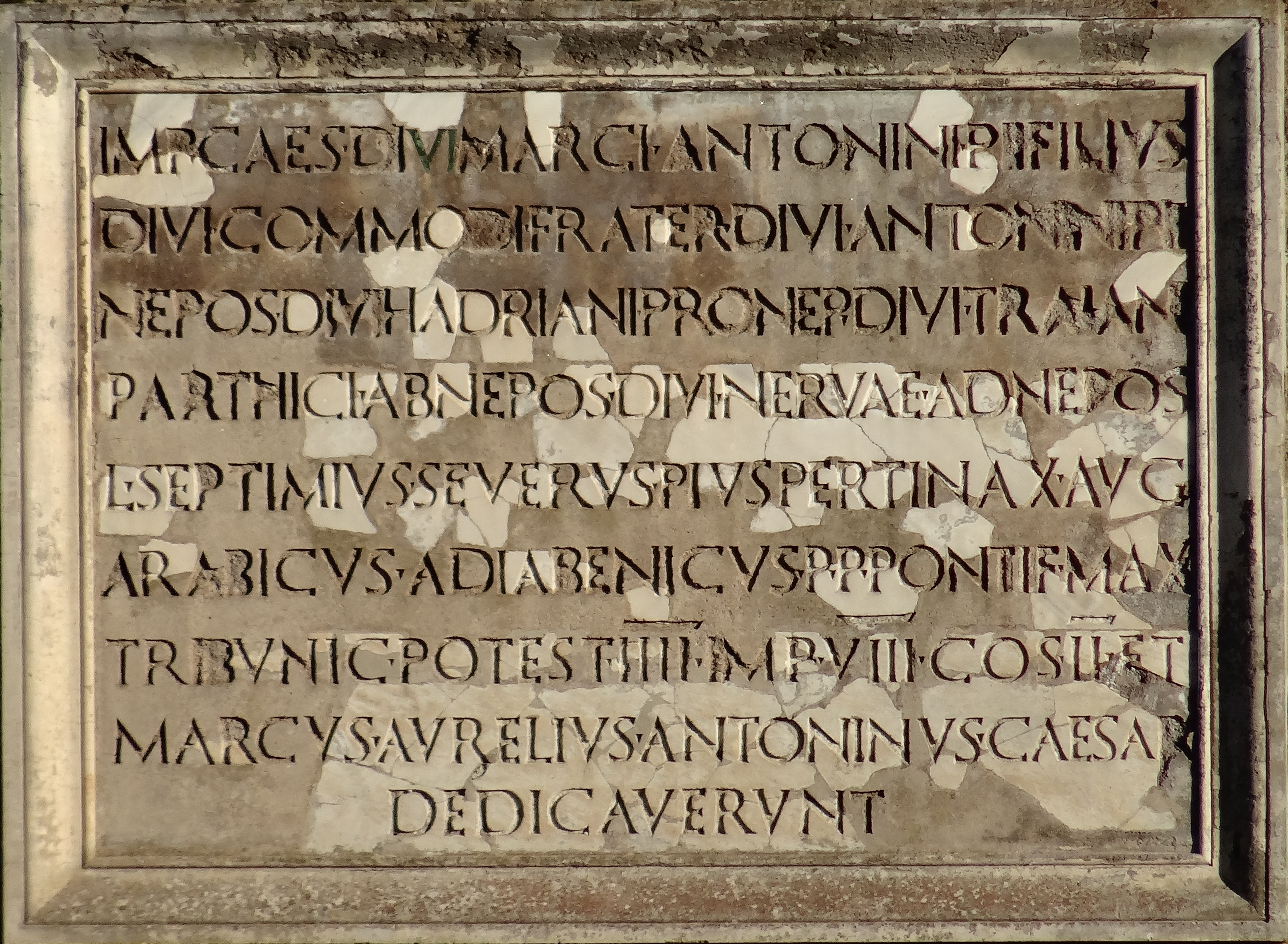
Реставрований напис про театр у Остії, датований 196 роком н.е.
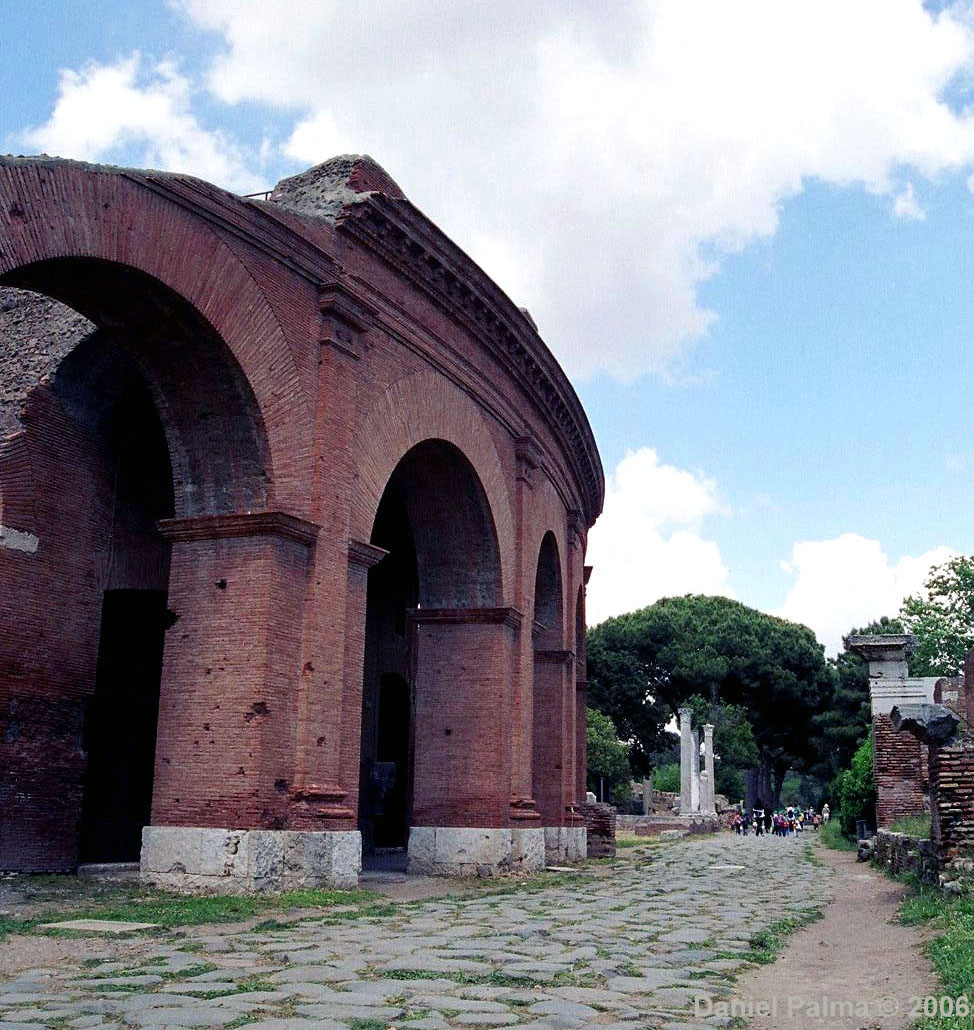
Цегляна аркада, що оточує театр у Остії
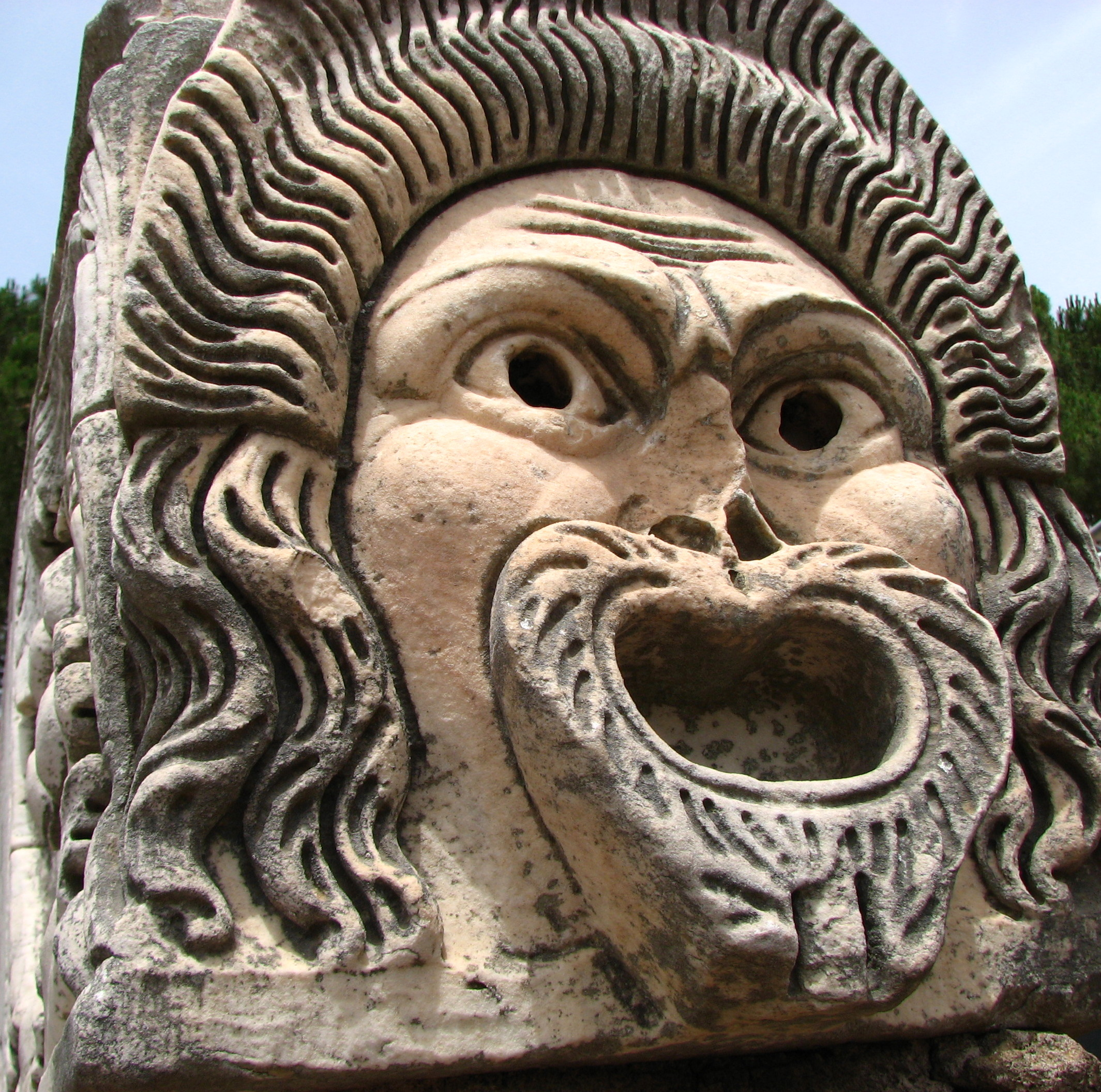
Комедійна маска, театр у Остії